# Forestville (Kalifornien)
Forestville ist ein census-designated place (CDP) in Sonoma County im US-Bundesstaat Kalifornien mit 3264 Einwohnern (Stand: 2020).
Forestville liegt zentral in Sonoma County, etwa 100 km nördlich von San Francisco und hat eine Fläche von 10,6 Quadratkilometern. Ein paar Kilometer östlich des Ortes mündet die Laguna de Santa Rosa in den Mark West Creek, der an der Stelle in den Russian River einfließt, wo der zuletzt genannte Fluss wenige Kilometer nördlich der Stadt von Norden kommend in Richtung Westen abknickt. Im Süden des Ortes befinden sich die einzigen Vorkommen der stark gefährdeten Lilium pardalinum subsp. pitkinense und Carex albida. Im hügeligen Süden und Osten des Ortes liegen einige Weingüter und Apfelplantagen. 
Der Ort wurde in den späten 1860ern gegründet und wurde ursprünglich nach einem ihrer Gründer Forrestville geschrieben, das zweite „r“ wurde aber mit der Zeit weggelassen. Der Großteil des Ortes brannte bei einem Feuer nieder, sodass die meisten Gebäude aus dem frühen 20. Jahrhundert stammen.

## Demografie
Die bei der Volkszählung im Jahr 2000 ermittelten 2.370 Einwohner lebten in 941 Haushalten, unter ihnen befanden sich 592 Familien. Die Bevölkerungsdichte betrug 223 pro Quadratkilometer. Unter der Bevölkerung waren 89,3 Prozent Weiße, 1,1 Prozent Afroamerikaner, 1,2 Prozent amerikanische Indianer, 1,6 Prozent Asiaten und 0,2 Prozent Bewohner des pazifischen Inselraums; 2,8 Prozent gaben andere Ethnien an, 3,8 Prozent gaben mehrere Ethnien an.
Der Median des Haushaltseinkommens betrug 50.898 $, der des Familieneinkommens 60.417 $.